# チャールズ・パーシー
チャールズ・ハーティング・パーシー（Charles Harting "Chuck" Percy、1919年9月27日 - 2011年9月17日）は、アメリカ合衆国の政治家、実業家。1949年から1964年までベル・アンド・ハウエル社の社長。上院議員（イリノイ州選出、1967年 - 1985年）、上院外交委員長（1981年 - 1985年）。所属政党は共和党。

## 経歴・人物
フロリダ州ペンサコラで生まれ、一家は彼が幼いうちにイリノイ州シカゴに転居した。幼い頃から彼は事業への才能を示し、それは1930年代中頃に日曜学校の教師であり、ベル・アンド・ハウエル社の社長であったジョーゼフ・マクナブの目に留まった。当時ベル・アンド・ハウエル社は小さなカメラ会社であった。1941年にシカゴ大学を卒業した後ベル・アンド・ハウエル社に勤務し、1年以内に会社の管理者となった。彼は第二次世界大戦中アメリカ海軍で3年間軍務に就き、1945年に会社に戻った。
戦時中に彼はジャンヌ・ディッカーソン（1947年没）と結婚した。彼は妻の死の3年後に3人の子供を連れロレイン・ガイヤーと再婚した。ジョーゼフ・マクナブは1949年に死去し、パーシーは映像機器製造企業ベル・アンド・ハウエルの社長に就任した。彼の就任後会社の売上高は32倍に増え、社員の雇用数は12倍に増えた。会社はニューヨーク証券取引所で株式を公開した。 
当時の大統領、ドワイト・D・アイゼンハワーに促され、パーシーは1950年代末に政界入りを決意した。彼は『よりよいアメリカのための決定』という、共和党の長期的な目標を示した著作に関わった。1960年の共和党全国大会では、綱領委員長を務め、党綱領の作成を指揮した。

### アメリカ連邦議会での活動
パーシーの最初の選挙出馬は1964年のイリノイ州知事選で、民主党の現職オットー・ケルナーに敗北した。2度目の選挙への挑戦は2年後の1966年中間選挙における上院議員選であり、彼は民主党の現職議員ポール・ダグラス（ダグラスはパーシーの母校シカゴ大学の教授であった）を破り当選した。その選挙戦中にパーシーの娘ヴァレリーが自宅で殺害された。選挙戦は2週間中断されたが、その後続けられた。ヴァレリー・パーシーの殺害事件は長い間捜査が行われたが、現在も未解決である。彼は以後1984年に落選するまで上院議員を務めた。
上院では外交、安全保障及び通商問題で頭角を現した。特にパーシーは、長年上院外交委員会において共和党を代表する立場にあった。彼は「ロックフェラー・リパブリカン」と呼ばれる共和党の穏健派に属し、ヴェトナム問題を巡りニクソン大統領と衝突したこともあった。1968年及び1976年には共和党大統領予備選への出馬が取り沙汰されたが、68年にはネルソン・ロックフェラーニューヨーク州知事（当時）を、76年にはジェラルド・フォード大統領（当時）を支持した。
1981年に共和党が上院で多数派となると、パーシーは上院外交委員長に就任した。1981年4月、イラン革命のイスラーム諸国への波及を恐れたレーガン政権は、アラブ穏健派に属する諸国への支援の一環として、サウジアラビアへAWACSを5機売却することを決定した。上院外交委員長として、パーシーはこの決定を強く支持し、ジョージ・H・W・ブッシュ副大統領、下院議員経験のあるジェラルド・フォード元大統領と共に議会工作を指揮した。その結果、この取引は議会の承認を得たが、パーシーはユダヤ系の支持を失った。

### 落選
1984年の選挙で、パーシーはポール・サイモン下院議員に敗れ落選したが、こうしたイスラエルに批判的な言動によりユダヤ系の支持を失ったこと、さらにアメリカ・イスラエル公共問題委員会などユダヤ系の圧力団体が、パーシー落選運動を行っていたことがその原因になったと考える者も多い。

### 死去
2011年9月17日、死去。91歳没。

## 家族
パーシーの娘シャロンは、ウェストバージニア州選出院議員ジョン・ロックフェラー4世の妻である。チャールズ・パーシーには3人の他の子供がいる。ロジャー（1947年生）、ゲイル（1953年生）およびマーク（1955年生）。